# Эрнст, Рихард
Рихард Роберт Эрнст (нем. Richard Robert Ernst; 14 августа 1933, Винтертур — 4 июня 2021) — швейцарский физикохимик, лауреат Нобелевской премии по химии 1991 года «за вклад в развитие методологии спектроскопии ЯМР высокого разрешения».

## Биография
Родился в Винтертуре в семье преподавателя архитектуры и высокопоставленного офицера швейцарской армии. Занимался музыкой, играл на виолончели и собирался стать композитором, однако в 13-летнем возрасте нашёл на чердаке коробку с химическими препаратами и увлёкся химией. Окончил Высшую техническую школу Цюриха (1957); в 1962 году под руководством Ханса Гюнтарда защитил докторскую диссертацию по физической химии. В 1962—1968 годах — химик-исследователь в фирме Varian (Пало-Альто, Калифорния). С 1968 года работал в Высшей технической школе Цюриха (с 1976 года — профессор); в 1998 году вышел на пенсию. Одновременно в 1996—2002 годах Уайтовский профессор в Корнеллском университете.
Основные научные работы посвящены спектроскопии ядерного магнитного резонанса (ЯМР) и её приложениям в химии и медицине. В 1964 году нашёл способ существенного увеличения чувствительности метода за счёт замены медленной развёртки по частоте короткими интенсивными радиочастотными импульсами с последующим получением спектра ЯМР с помощью Фурье-преобразования. В 1975 году разработал метод двухмерной ЯМР-спектроскопии.
В 1992 году подписал «Предупреждение человечеству», а в 2016 году — письмо с призывом к Greenpeace, Организации Объединенных Наций и правительствам всего мира прекратить борьбу с генетически модифицированными организмами.
До конца жизни увлекался классической музыкой. Собирал коллекцию тибетской живописи на свитках.

## Награды и отличия
- Marcel Benoist Prize[англ.] (1985)
- Frank T. Gucker Lecture, Индианский университет в Блумингтоне (1988)
- Член Европейской академии (1988)
- Член Немецкой академии естествоиспытателей «Леопольдина» (1988)
- Stieglitz Lecture[англ.] (1989)
- John Gamble Kirkwood Medal (1989)
- Иностранный член Национальной академии наук Индии[англ.] (1990)
- Нобелевская премия по химии (1991)
- Премия Вольфа (химия, 1991)
- Премия Луизы Гросс Хорвиц (1991)
- Иностранный член Национальной академии наук США (1991)[13]
- Член (fellow) Американского физического общества (1991)
- Иностранный член Лондонского королевского общества (1993)[14]
- H.-R. Schinz-Medaille (1995)
- Edgar Fahs Smith Lecture, Пенсильванский университет (1996)
- Иностранный почётный член Американской академии искусств и наук (1996)
- Иностранный член Российской академии наук (1999)[15]
- Медаль Тадеуша Рейхштейна (2000)[16]
- Иностранный член Эстонской академии наук (2002)[17]
- Командор ордена Звезды Румынии (2004)[16]
- Иностранный член Индийской национальной академии наук (2007)

## Избранные публикации
- Ernst R.R., Anderson W.A. Application of fourier transform spectroscopy to magnetic resonance // Review of Scientific Instruments. — 1966. — Vol. 37. — P. 93-102. — doi:10.1063/1.1719961.
- Aue W.P., Bartholdi E., Ernst R.R. Two-dimensional spectroscopy. Application to nuclear magnetic resonance // Journal of Chemical Physics. — 1976. — Vol. 64. — P. 2229-2246. — doi:10.1063/1.432450.
- Jeener J., Meier B.H., Bachmann P., Ernst R.R. Investigation of exchange processes by two-dimensional NMR spectroscopy // Journal of Chemical Physics. — 1979. — Vol. 71. — P. 4546-4553. — doi:10.1063/1.438208.
- Macura S., Ernst R.R. Elucidation of cross relaxation in liquids by two-dimensional N.M.R. spectroscopy // Molecular Physics. — 1980. — Vol. 41. — P. 95-117. — doi:10.1080/00268978000102601.
- Piantini U., Sorensen O.W., Ernst R.R. Multiple Quantum Filters for Elucidating NMR Coupling Networks // Journal of the American Chemical Society. — 1982. — Vol. 104. — P. 6800-6801. — doi:10.1021/ja00388a062.
- Rance M., Sorensen O.W., Bodenhausen G., Wagner G., Ernst R.R., Wuthrich K. Improved spectral resolution in COSY 1H NMR spectra of proteins via double quantum filtering // Biochemical and Biophysical Research Communications. — 1983. — Vol. 117. — P. 479-485. — doi:10.1016/0006-291X(83)91225-1.
- Braunschweiler L., Ernst R.R. Coherence transfer by isotropic mixing: Application to proton correlation spectroscopy // Journal of Magnetic Resonance. — 1983. — Vol. 53. — P. 521-528. — doi:10.1016/0022-2364(83)90226-3.
- Bodenhausen G.,Kogler H., Ernst R.R. Selection of coherence-transfer pathways in NMR pulse experiments // Journal of Magnetic Resonance. — 1984. — Vol. 58. — P. 370-388. — doi:10.1016/0022-2364(84)90142-2.
- Sorensen O.W., Eich G.W., Levitt M.H., Bodenhausen G., Ernst R.R. Product operator formalism for the description of NMR pulse experiments // Progress in Nuclear Magnetic Resonance Spectroscopy. — 1984. — Vol. 16. — P. 163-192. — doi:10.1016/0079-6565(84)80005-9.
- Ernst R.R. Principles of Nuclear Magnetic Resonance in One and Two Dimensions. — Clarendon Press, 1987.
- Ernst R.R., Meili M. Searching and Researching: An Autobiography of a Nobel Laureate. — Pan Stanford Publishing, 2021.